# Cryptophyceae
Криптомонаде (Cryptophyceae) су мала група ситних планктонских протиста са два бича. Бичеви излазе из ћелије субапикално или дорзално, са десне стране предњег удубљења (вестибулума). Већина поседује пластиде (изузетак су представници реда Goniomonadales) и трихоцисте (ејектизоме). Пигменти присутни у хлоропластима су хлорофили a и c2, понекад се у лумену тилакоида налазе и фикобилини. Поједини родови су дипломорфни (на пример, Cryptomonas, Proteomonas).
Већина врста поседује комплекс пластид—нуклеоморф. Пластиди ове групе протиста настали су секундарном ендосимбиозом са еукариотским организмом, при чему се ендосимбионт налази у перипластидном простору, оивичен перипластидном мембраном насталом проширивањем једарног овоја. У перипластидном простору налази се један или два пластида, један или два нуклеоморфа (редуковано једро црвене алге) и грануле скроба.

## Екологија
Криптомонаде су ситни организми (пречника 3—50 μm) карактеристични за олиготрофне, умерене стајаће воде језера и мора, као и за високопланинске или веома хладне водене екосистеме, где имају веома важну еколошку улогу у примарној продукцији. Отапање глечера на Антарктику доводи до локалних цветања флоре криптомонада у резервоарима отопљене воде (Lizotte et al. 1998). У олиготрофним слатководним језерским екосистемима криптомонаде формирају бројне популације на већим дубинама (15—23 m) на додиру оксичне и аноксичне зоне.

## Систематика
Број родова криптомонада није утврђен са сигурношћу, и процене се крећу између 12 и 23 рода. Ови родови обухватају стотинак слатководних и стотинак морских врсти криптомонада.
ред  обухвата следеће родове

„" (не поседује хлоропласте, већ само леукопласте)

ред  обухвата само један род